# Pelican self storage
Pelican Self Storage är en grupp hyrlager-företag med anläggningar i Sverige, Danmark och Finland. Pelican Self Storage grundades i Danmark år 2009 av Nordic Real Estate Partners (NREP) med investering från M3 Capital Partners i London.. Moderbolag är NSS Pelican S.A.R.L i Luxemburg.
År 2012 köpte Pelican Self Storage magasineringsföretaget SelStor, grundat av Michael Fogelberg år 2007.

## Anläggningar
Pelican Self Storage har sammanlagt 39 anläggningar (maj 2025). 10 av dessa finns i Stockholmsområdet, 13 i Köpenhamnsområdet, 15 i Helsingforsområdet och en i Åbo.